# Stanisław Ernest Denhoff
Stanisław Ernest Denhoff (z niem. Dönhoff) herbu Dzik (ur. ok. 1673 w Kościerzynie, zm. 2 sierpnia 1728 w Gdańsku) – hetman polny litewski 1709–1728, wojewoda połocki 1722–1728, starosta nowokorczyński, kałuski, kościerski, lubocheński, mozyrski, latowicki, lucyński, zydekański, marszałek sejmów 1710, 1712 i 1713. Ostatni męski przedstawiciel polskiej linii rodu.

## Życiorys
Poparł elekcję Augusta II Mocnego. Od 1697 łowczy wielki litewski. Poseł na sejm 1703 roku z województwa sandomierskiego. Pod jego laską jako marszałka 20 maja 1704 zawiązała się konfederacja sandomierska w obronie Sasa. Od 1704 do 1721 miecznik wielki koronny. Pozostał wierny Augustowi II, nawet po jego abdykacji w 1706. To sprawiło, że po powrocie króla z Saksonii otrzymał buławę polną litewską w 1709. Brał udział w bitwie pod Połtawą w 1709 po stronie Piotra Wielkiego. W 1717 niezadowolony z postanowień sejmu niemego ograniczającego władzę hetmanów przeszedł do opozycji antykrólewskiej. Był posłem żmudzkim na sejm 1718 roku. Był posłem województwa trockiego na sejm 1720 roku. W 1721 roku został wojewodą połockim.
Pochowany został w kaplicy św. Pawła I Pustelnika – mauzoleum Denhoffów przy bazylice jasnogórskiej w Częstochowie.